# Sinusoidna spirala
Sinusoidna spirala pripada družini krivulj, ki pa niso prave spirale. 
Sinusoidne spirale je prvi proučeval škotski matematik Colin Maclaurin (1698 – 1746).

## Sinusoidna spirala v polarnih koordinatah
V polarnem koordinatnem sistemu je enačba sinusoidne spirale enaka 
{\displaystyle r^{n}=a^{n}\cos(n\theta )\,}
kjer je 
- {\displaystyle a\,} neničelna konstanta
- {\displaystyle n\,} racionalno število, različno od 0.

Z vrtenjem okoli izhodišča je enačba sinusoidne spirale
{\displaystyle r^{n}=a^{n}\sin(n\theta ).\,}
kjer so oznake enake kot zgoraj.
Med sinusoidne spirale prištevamo večje število krivulj, ki se razlikujejo med seboj po vrednosti parametra n:
| n    | vrsta krivulje                  |
| ---- | ------------------------------- |
| -2   | hiperbola                       |
| -1   | premica                         |
| -1/2 | parabola                        |
| -1/3 | Tschirnhausova kubična krivulja |
| 1/3  | Cayleyjeva sekstika             |
| 1/2  | srčnica                         |
| 1    | krožnica                        |
| 2    | Bernoullijeva lemniskata        |
| 3    | Kiepertova krivulja             |

## Ukrivljenost
Ukrivljenost sinusoidne spirale je enaka 
{\displaystyle {\frac {d\varphi }{ds}}=(n+1){\frac {d\theta }{ds}}={\frac {n+1}{a}}\cos ^{1-{\tfrac {1}{n}}}n\theta }.

## Lastnosti
- inverzna oblika sinusoidne spirale glede na krožnico s središčem v izhodišču je druga sinusoidna spirala, ki ima n enak vendar z obratnim predznakom kot originalna krivulja.
- izoptika, nožiščna krivulja in negativna nožiščna krivulja sinusoidne spirale so različne sinusoidne spirale.
- pot telesa, ki se giblje pod vplivom centralne sile sorazmerne s potenco razdalje, je sinusoidna spirala.